# Ондава
О́ндава (словац. Ondava) — река в восточной Словакии, правый приток реки Бодрог. Длина реки — 146 км (112 согласно БСЭ), площадь бассейна около 3,4 тысяч км², средний расход воды в нижнем течении — 22 м³/сек, максимальный — 772 м³/сек. Исток реки находятся на Ондавской возвышенности на южных склонах Низких Бескид, у деревни Ондавка недалеко от польской границы. Сливаясь с рекой Латорица у деревни Цейков, образует Бодрог. В нижнем течении Ондава судоходна круглый год.
В верховьях расположены крупное водохранилище Большая Домаша, ГЭС. На Ондаве находятся города Свидник, Стропков. Главные притоки — Топля и Олька.
В реке и в водохранилищах водятся карпы, щуки, судаки, сомы, язи.